# Piquet Racing
Piquet Racing foi uma equipe britânica de automobilismo que disputou a Fórmula 3000. Foi criada em 1992 pelo brasileiro campeão mundial de Fórmula 1 Nelson Piquet e Nigel Stepney.
A equipe entrou com um único carro para Olivier Beretta, um jovem amigo monegasco de Piquet, na temporada de Fórmula 3000 de 1992. A temporada foi sem muito sucesso, embora, como Beretta não conseguiu marcar nenhum ponto, e em terceiro lugar no grid na rodada de Spa-Francorchamps foi o destaque da temporada. A equipe não retornou para 1993.